# レクリエーション・パーク (ピッツバーグ)
レクリエーション・パーク（Recreation Park）は、アメリカのペンシルベニア州ピッツバーグにかつて存在した野球場。ピッツバーグ・アレゲニーズ（現ピッツバーグ・パイレーツ）が1884年から1890年まで本拠地にしていた。収容人数：17,000人。

## 歴史
アレゲニーズは1882年に球団創設。アメリカン・アソシエーションというリーグに所属し、最初の2年間はエクスポジション・パークを本拠地にしていた。しかしエクスポジション・パークはアレゲニー川の近くにあったため洪水の被害に遭うことがあった。そのため洪水に遭わない高台に新たに建設されたのがレクリエーション・パークである。
1887年にはナショナルリーグへと移籍したアレゲニーズは、1890年までレクリエーション・パークを本拠地として使用し、翌年からは改修されたエクスポジション・パークへと戻っていった。
| 前本拠地： エクスポジション・パーク 1882 - 1883 | ピッツバーグ・パイレーツの本拠地 1884 - 1890 | 次本拠地： エクスポジション・パーク 1891 - 1909 |